# Moral de la Reina (kommun)
Moral de la Reina är en kommun i Spanien.   Den ligger i provinsen Provincia de Valladolid och regionen Kastilien och Leon, i den norra delen av landet, 210 km nordväst om huvudstaden Madrid. Antalet invånare är 208.